# Strøget

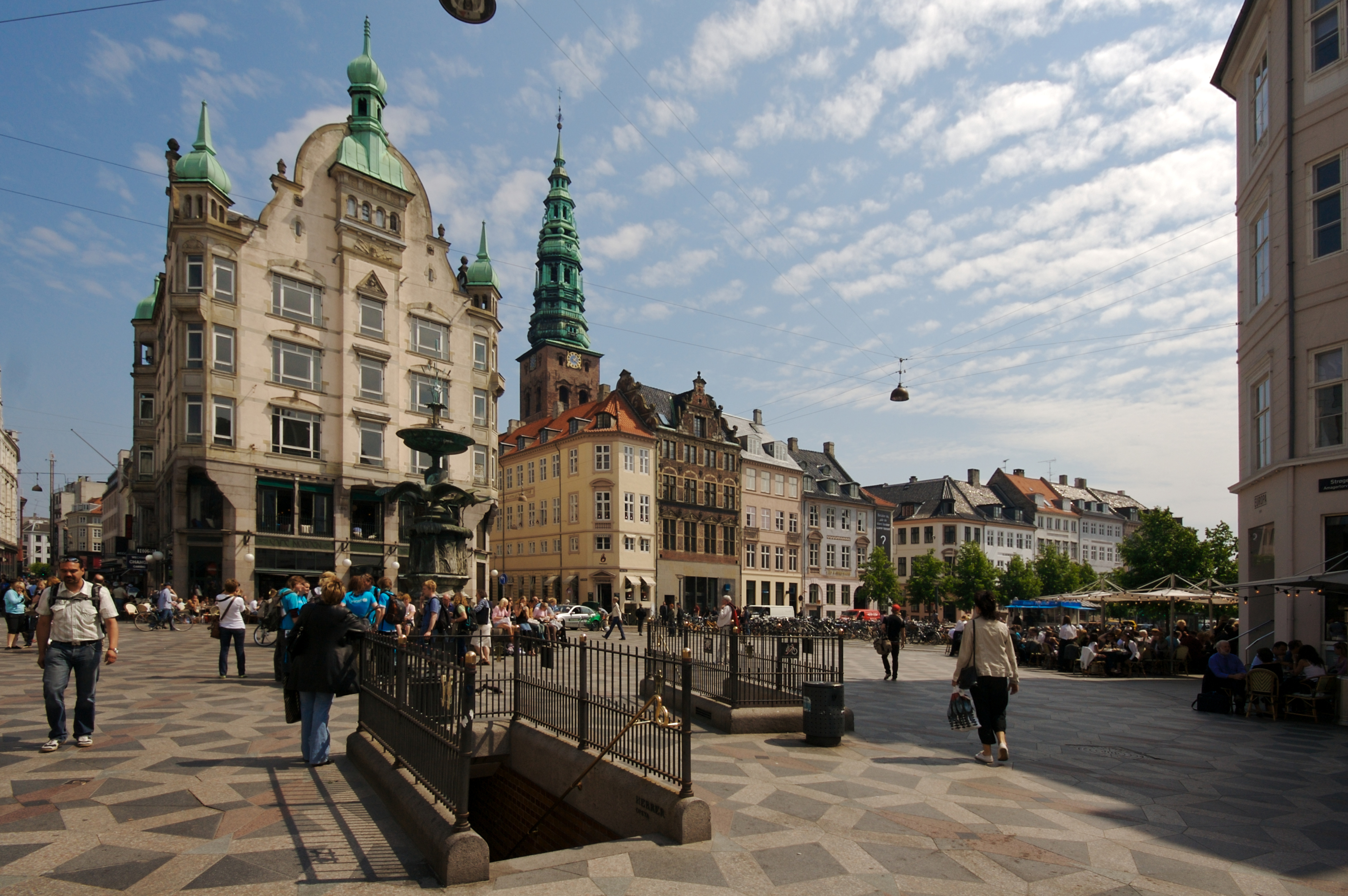
Amagertorv, Strøget

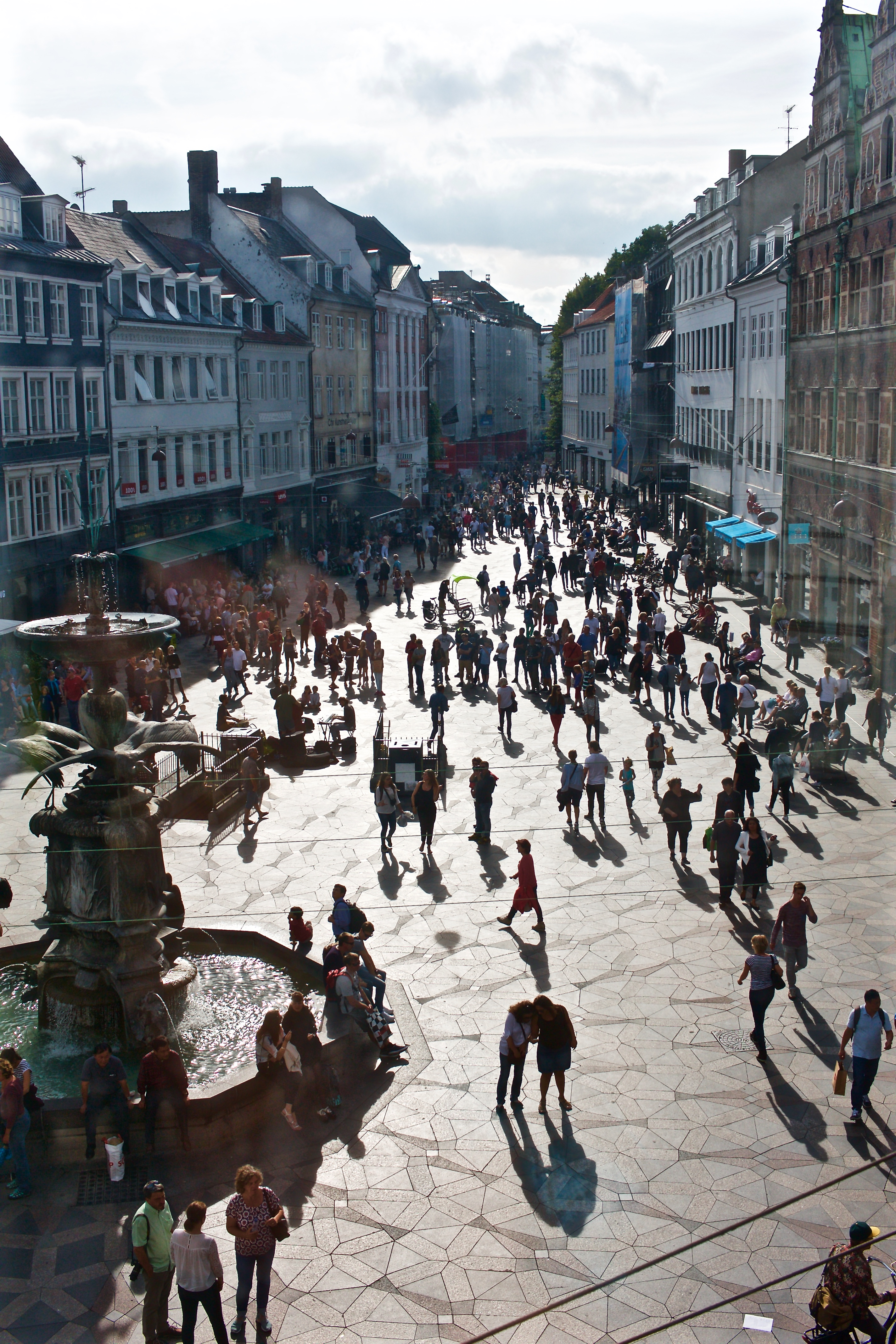
Amagertorv, Strøget

Strøget (dänisch; Der Strich) ist eine Fußgängerzone in der Innenstadt der dänischen Hauptstadt Kopenhagen. Sie wurde am 17. November 1962 provisorisch verkehrsberuhigt, eine Fahrbahn blieb jedoch zunächst erhalten. Der stolze Titel der ältesten Fußgängerzone Dänemarks gebührt daher nicht Strøget, sondern Houmeden in Randers.
Strøget besteht aus mehreren aufeinander folgenden Straßen und verbindet Rådhuspladsen (deutsch Rathausplatz) mit Kongens Nytorv (Neuer Königsmarkt). Die Gesamtlänge beträgt rund 1.100 m; mit der Fußgängerzone von Esbjerg wetteifert sie darum, die längste des Landes zu sein. Bei ihrer Eröffnung 1962 war Strøget die längste Fußgängerzone Europas.
Zu den renommierten Geschäften im Straßenverlauf gehören Illums Bolighus und der Porzellanhersteller Königlich Kopenhagen.
Zu den Kunstwerken zählt der Caritasbrunnen.